# Tramlijn Drachten - Groningen
De tramlijn Drachten - Groningen, in Groningen bekend als de 'Drachtster tramlijn', later ook wel de Philipslijn genoemd, was een in 1913 door de Nederlandsche Tramweg Maatschappij (NTM) aangelegde tramlijn. De 43 kilometer lange tramlijn verbond Groningen via Peize, Roden, Leek en Marum met Drachten. De lijn ging daarbij dwars door de centra van Leek (winkelstraat), Tolbert, Marum, Nuis, Niebert, Roden en Peize.
In Drachten sloot de lijn aan op de tramlijnen naar Veenwouden en Heerenveen. In 1947 nam NS de tramweg over van de NTM, en in 1948 de exploitatie, waarbij tevens het personenvervoer gestaakt werd. Deze tramlijn was de laatste waar de NTM (met motortrams) passagiers vervoerde. In 1949 nam NTM de lijn over van NS, in 1956 nam NS de lijn weer over. Toen werd de kilometeraanduiding omgedraaid en werd het nulpunt in Groningen gelegd.
De Philipsfabriek in Drachten toonde interesse in de tramlijn als transportroute voor de levering van goederen (de Philipsfabriek werd in 1951 in het kader van de werkgelegenheid in Drachten opgericht). Er werd ten noorden van Drachten een verbindingsspoor aangelegd dat aansloot op de tramlijn. Philips was op het laatst de enige klant van NS op deze verbinding.

## Dreigende sluiting
Al vanaf begin jaren 80 liet de NS weten van de tramlijn af te willen. Men leed een verlies van één miljoen gulden per jaar op de tramlijn. Onmiddellijk kwamen aan de tramlijn gelegen gemeenten in het geweer, gesteund door de provincies Friesland en Groningen. Om de tramlijn rendabel (en dus open) te houden, verlangde de NS meer vervoer op de lijn. De gemeenten probeerden lokale bedrijven over te halen hun producten per spoor te vervoeren. Dit werd echter niet op tijd gerealiseerd en in 1984 kondigde de NS de definitieve sluiting van de lijn aan. Dit tot ontevredenheid van met name de gemeente Smallingerland (waar Drachten onder valt), die zich tot op het laatst verzet heeft tegen de sluiting.

## Opheffing van de lijn
Het goederenvervoer vond plaats tot 1985. Daarna is de lijn buiten gebruik gesteld en vervolgens in 1988 volledig opgebroken.
- 1985: Op 27 april en 30 april, Koninginnedag, werd een afscheidsrit met als bijnaam Smallingerland Express gehouden door de Nederlandse Vereniging van Belangstellenden in het Spoor- en tramwegwezen (NVBS). Er werd gereden met twee Wadlopers (type 3200). Dit waren de laatste ritten over de hele lijn naar en van Drachten. De lijn werd op 2 juni officieel gesloten.
- 1985: Op 7 juni maakte een Wadloper de allerlaatste rit over de tramlijn, nu echter tot Roden. In de trein zaten schoolkinderen die het reisje lang voor de sluitingsdatum hadden geboekt: de NS wilde de kinderen niet teleurstellen.
- Het was de laatste nog in gebruik zijnde NTM-lijn die gesloten is.
- Er zijn plannen om de lijn te reactiveren, tussen Groningen en Leek via Roden, als lightrailverbinding, of via een ander traject als onderdeel van een spoorlijn Groningen - Heerenveen.
- Het fietspad van de Noorderringweg in Marum tot de Parkweg in Opende ligt op de voormalige trambaan.
- In Groningen aan de Peizerweg is de trambrug over het Omgelegde Eelderdiep (bij P+R Hoogkerk) in 2010 verbouwd tot fietsbrug.
- Tijdens een reconstructie van de Folgeren in Drachten (2008) zijn vier speciaal ontworpen spoorweglampen geplaatst om zo het verleden te laten zien.
- In 2013 vernieuwde Prorail een gedeelte van het nog bestaande spoor in Groningen, zonder dat er plannen zijn om weer treinen of trams op het spoor te laten rijden.[1]
- Op 20 juni 2013 is de diesellocomotief NS 662 geplaatst nabij de vroegere tramlijn aan de Lange West in Drachten. De loc is eigendom van de Stichting Spoorverleden Drachten.
- Op 11 en 12 september 2018 zijn alle ongebruikte spoortjes ten westen van de overweg Paterswoldseweg (oftewel de laatste NTM-restanten) allemaal opgebroken.

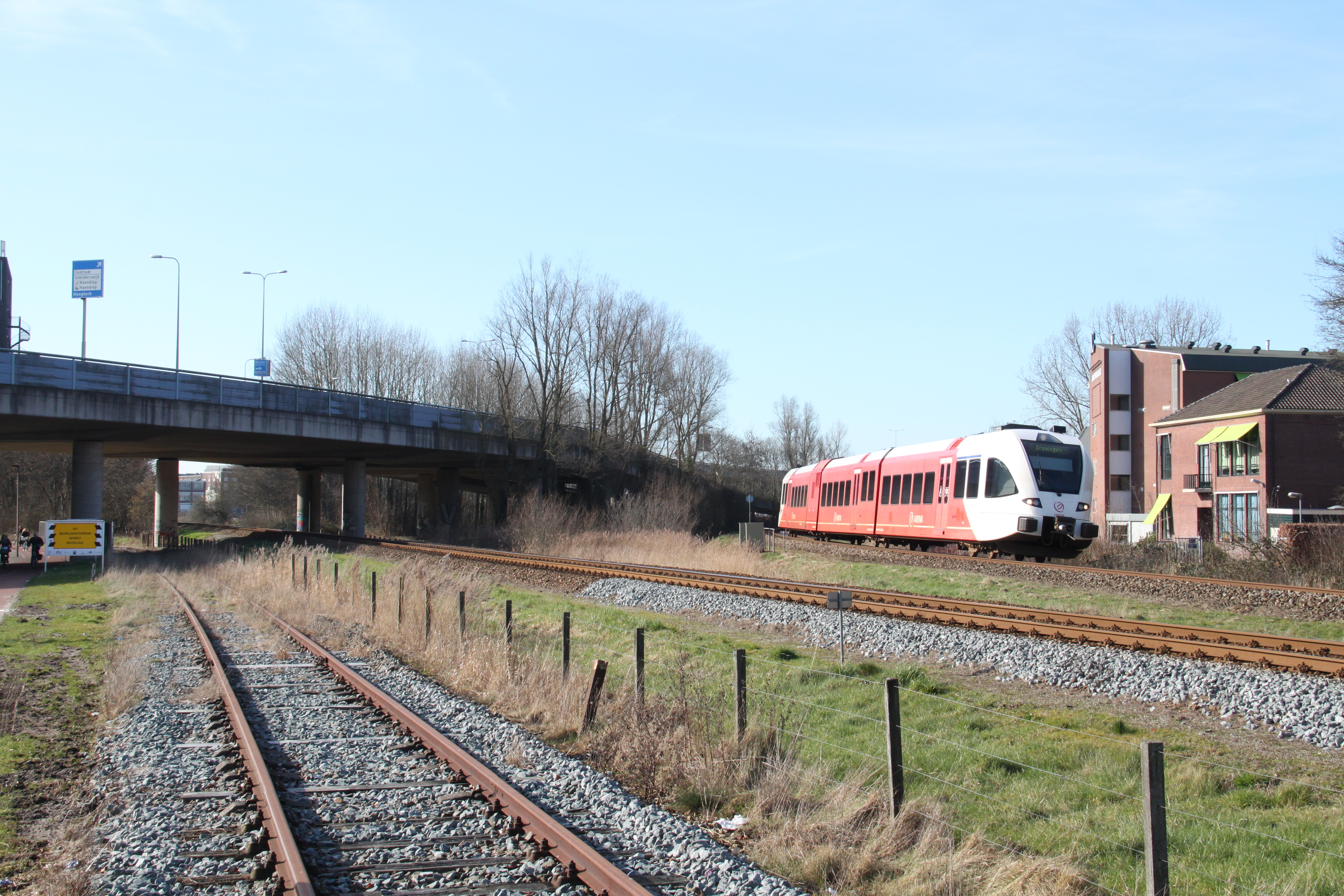
Een Spurt van Arriva. Op de voorgrond een restant van de tramlijn naar Drachten. (inmiddels verwijderd)
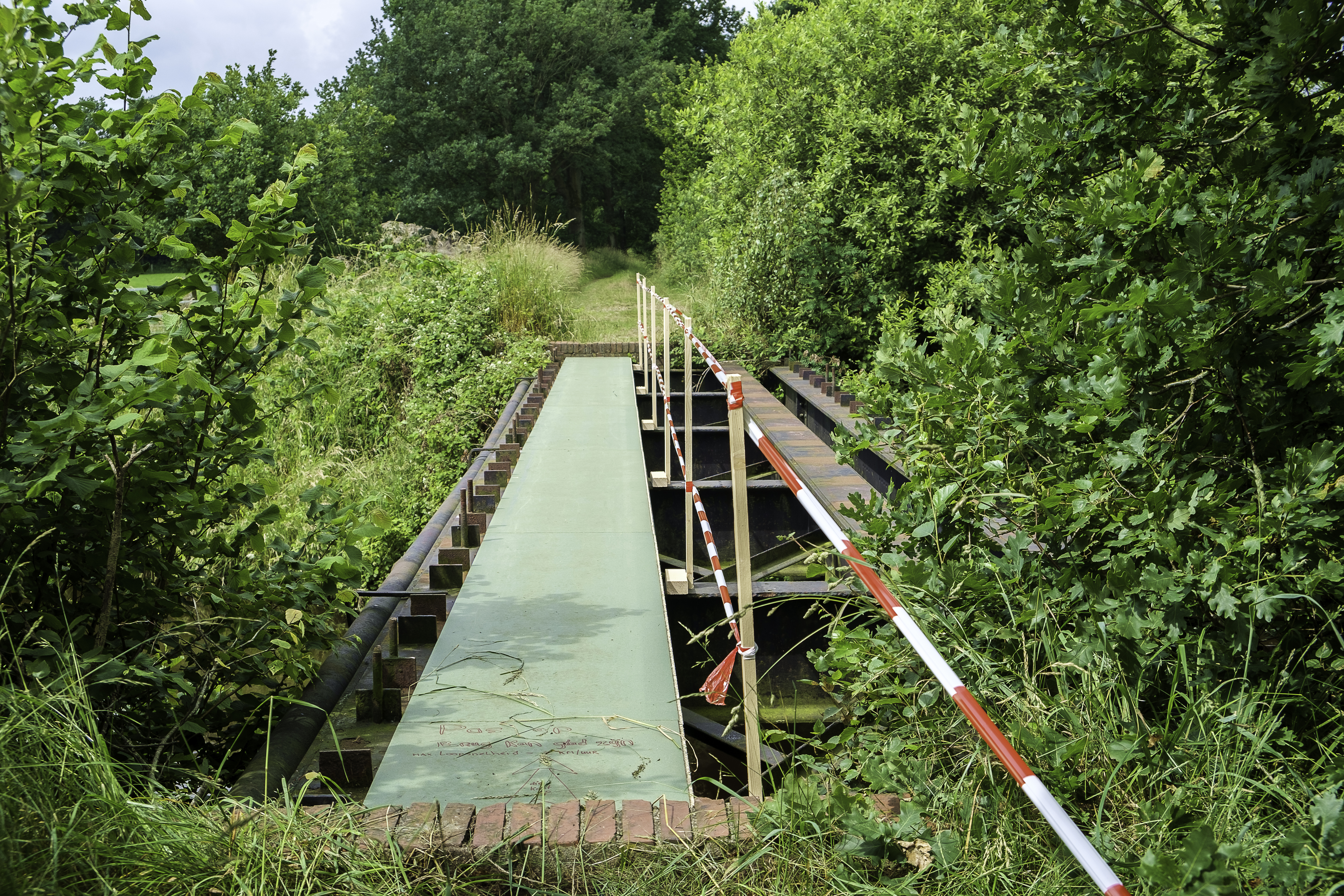
Oude spoorbrug van de Philipslijn over het Oude Diep ten oosten van Roden.
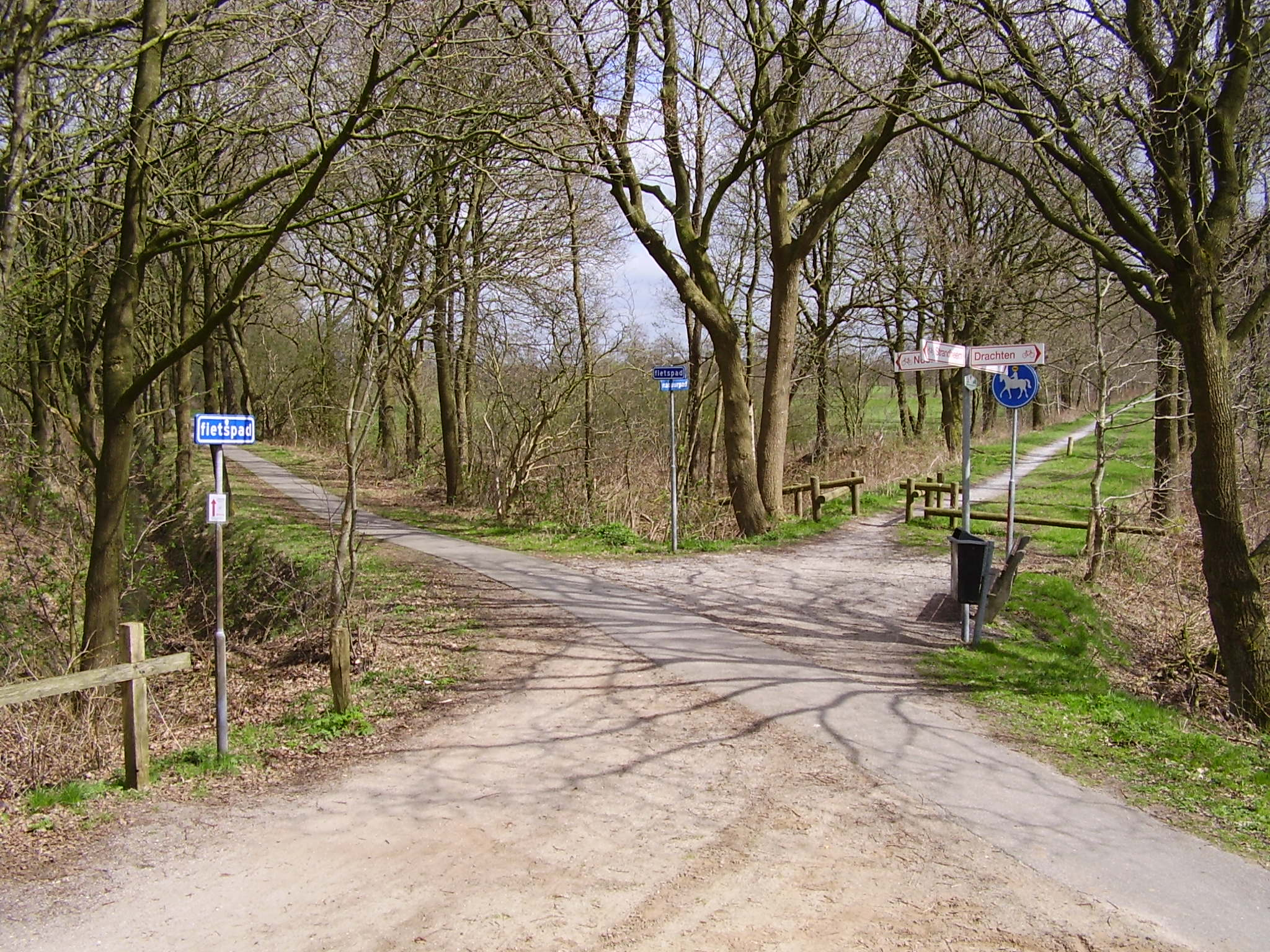
Het schelpenfietspad ligt op de voormalige tramlijn die de Leidijk kruist bij de Jilt Dijksheide tussen Nieuw Trimunt en Marum.
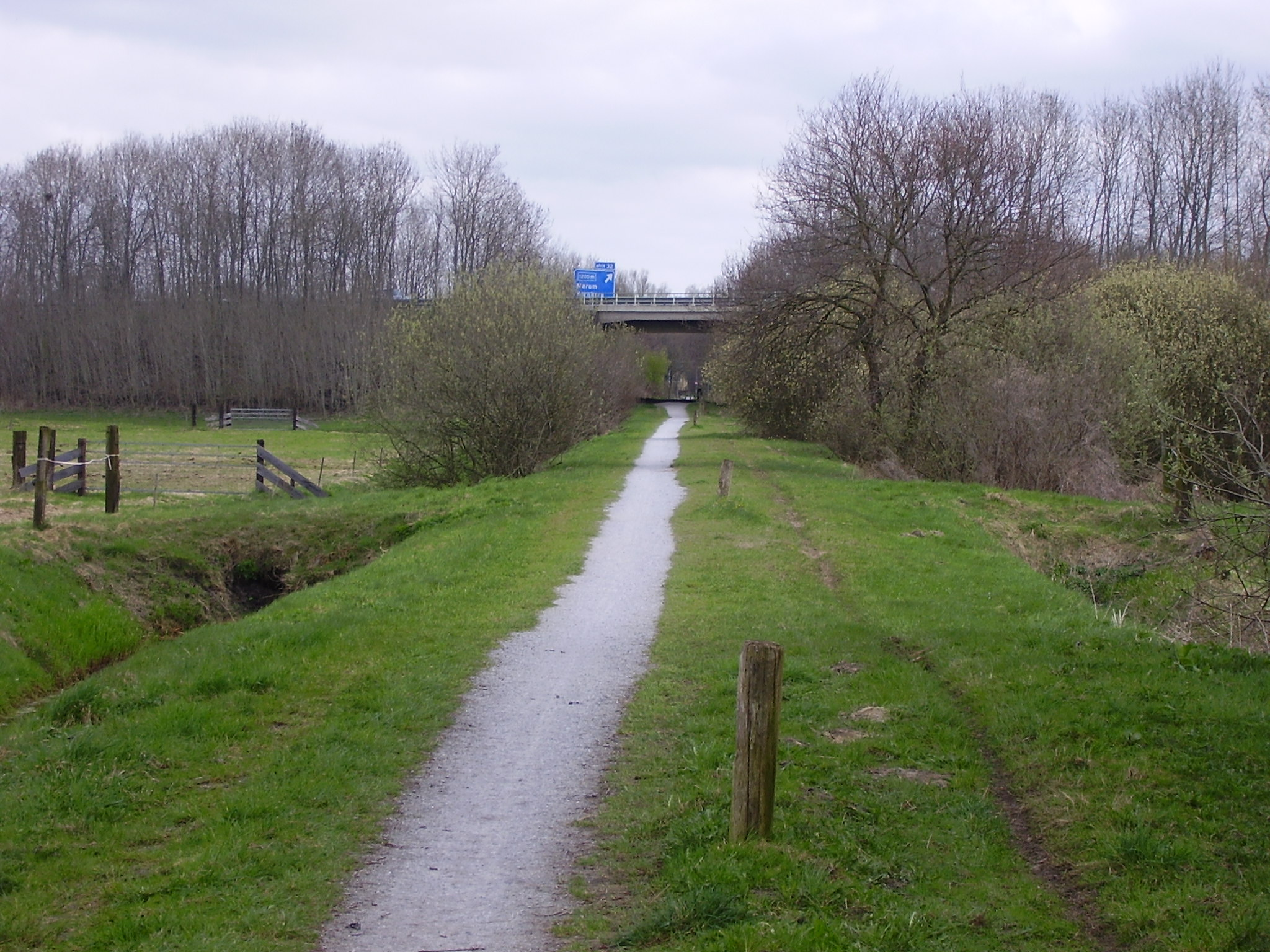
Viaduct A7 over fietspad (voormalige tramlijn) bij Marum.
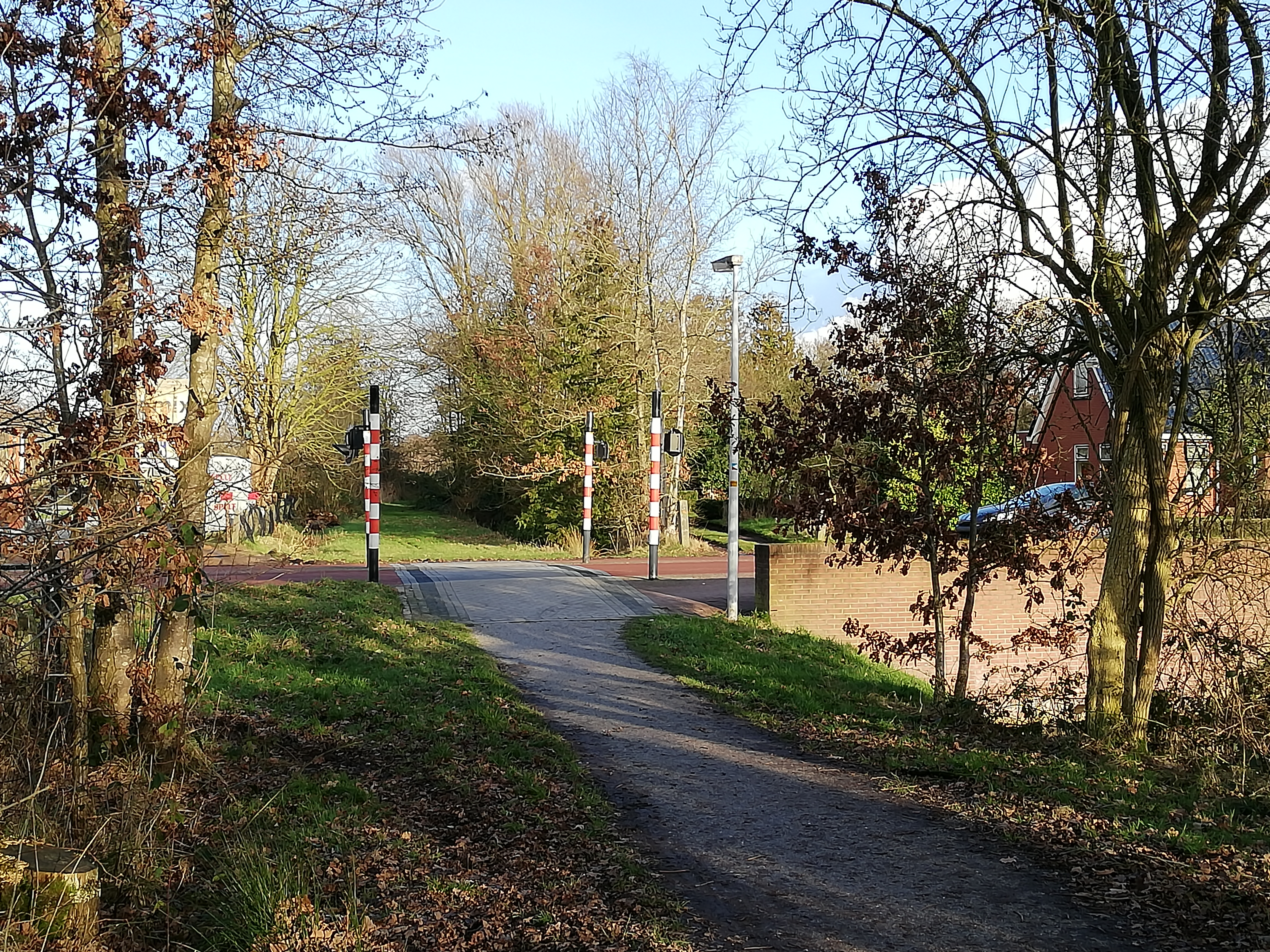
Voormalige spoorwegovergang bij Nijtap-Folgeren, in 2008 in de bestrating van de weg aangegeven. Naast de kruising staan vier speciaal ontworpen spoorweglampen.
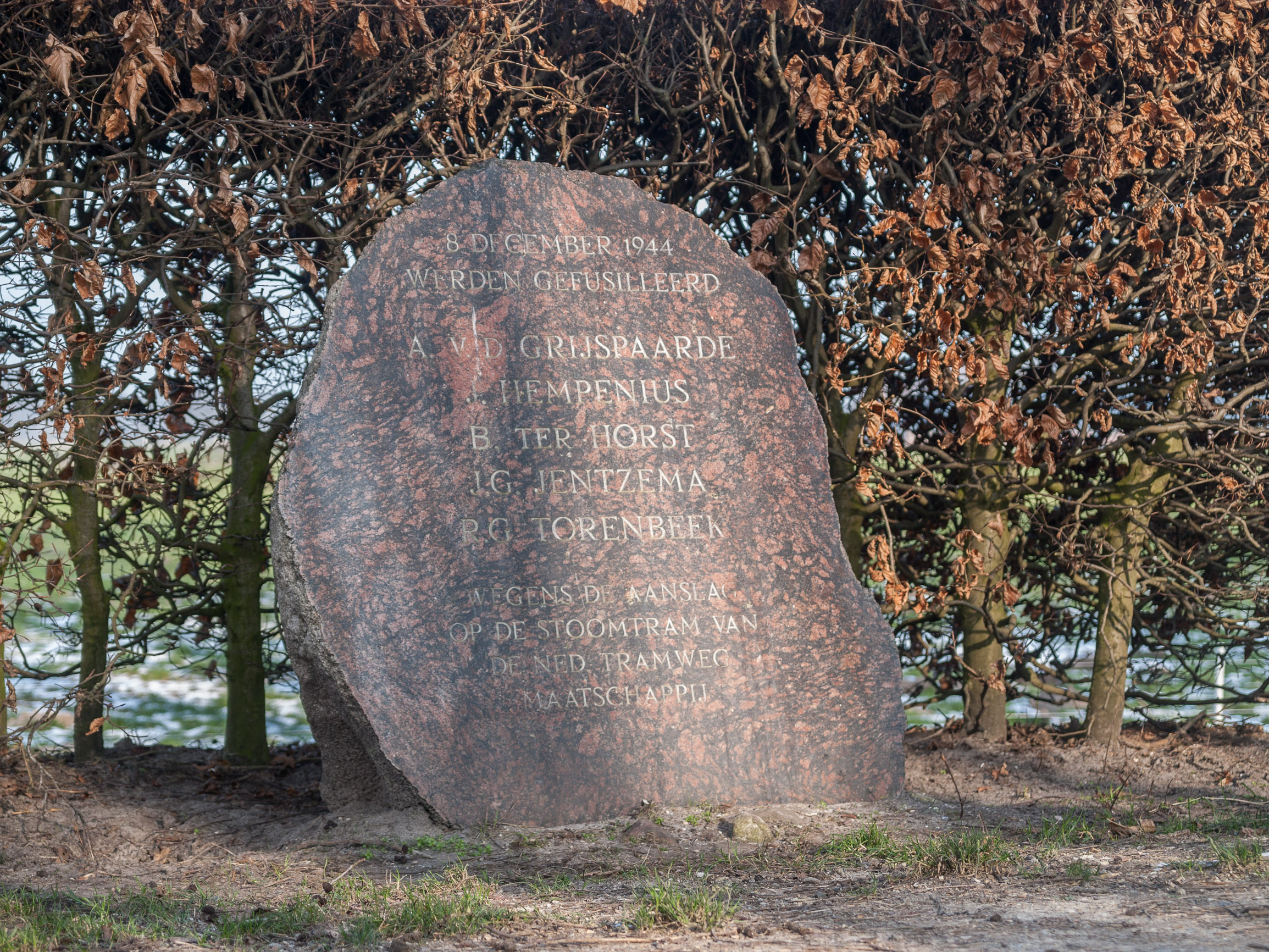
Oorlogsmonument 250 m ten westen van het viaduct bij de A7. Op 8 december 1944 zijn hier vijf mannen gefusilleerd "vanwege de aanslag op de stoomtram van De Ned. Tramweg Maatschappij".